# São João Batista (Santa Catarina)
São João Batista é um município brasileiro do estado de Santa Catarina. Localizado no vale do Rio Tijucas, próximo ao litoral norte do estado, sua população é de 32.687 habitantes (2022). A economia do município se baseia na indústria calçadista.

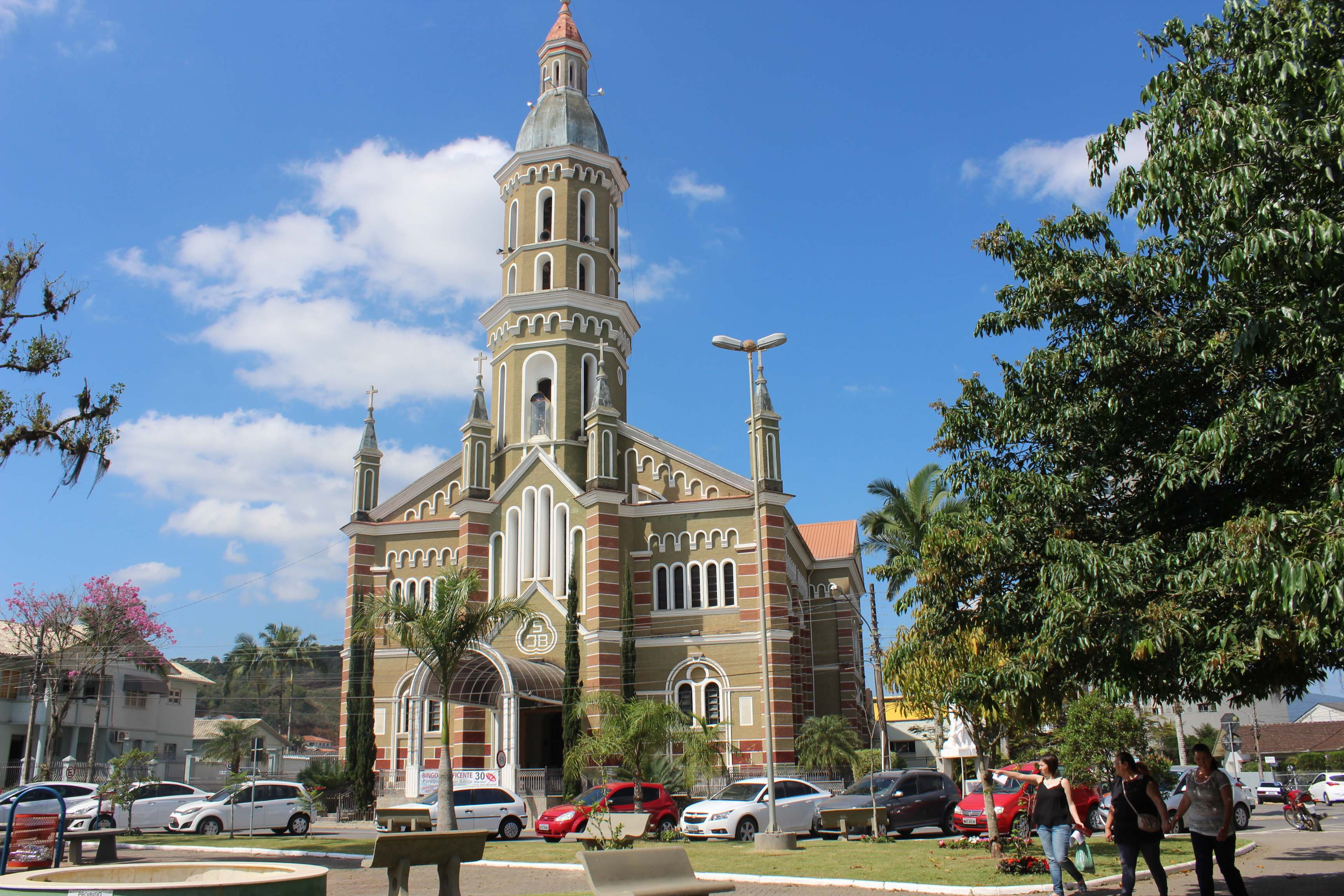

## História
São João Batista foi fundada em 1834, com a chegada do capitão João de Amorim Pereira. Em 1836, chega o primeiro grupo de imigrantes – 132 colonos vindos do reino da Sardenha (desde de 1861 território da Itália), trazidos pela sociedade particular de colonização Demaria & Schutel.
A cidade é conhecida como pioneira na imigração italiana, tendo abrigado a colônia Nova Itália (nome atribuído posteriormente), onde hoje é o bairro Colônia, zona rural do município.
São João Batista tornou-se município em julho de 1958, quando se desmembrou de Tijucas.

## Atividades econômicas

### Turismo
Situada no Vale do rio Tijucas, São João Batista destaca-se pela produção de calçados – são 195 indústrias voltadas para o setor. Colonizada por italianos e açorianos, teve a sua economia inicialmente baseada na agricultura, até surgirem as fábricas de calçados, que transformaram a cidade no maior polo calçadista no Estado. Nos meses de janeiro e fevereiro, São João Batista promove uma grande feira de calçados – a FECCAT, Feira de Calçados Catarinense –, atraindo milhares de turistas, além dos diversos eventos e rodadas de negócios que são promovidas durante o ano. Em 25 de outubro anualmente acontece a Festa do Sapateiro com uma programação variada. A Praça dos Sapateiros foi assim nomeada em homenagem a Nazário de Oliveira, calçadista pioneiro do município.
A cidade promove anualmente uma grande festa de São João, que é o padroeiro da cidade, evento que conta com queima de fogos de artifício à meia noite entre o sábado e o domingo. A festa também traz barracas com vendedores de diversos produtos como coloniais, eletrônicos e vestuário.

### Indústria e comércio
A economia da cidade baseia-se principalmente nas indústrias de calçado feminino, sendo considerado o terceiro polo industrial calçadista do Brasil, depois Franca (São Paulo) e Novo Hamburgo (Rio Grande do Sul). Há ainda expressiva participação das indústrias de componentes para calçados. A cidade possui o título de "Capital Catarinense do Calçado" concedido pela lei estadual 12.076, de 27 de dezembro de 2001.
São João Batista conta atualmente com 270 empresas de fabricação de calçados em atividade e 122 ateliês que produzem em média 1 milhão e 600 mil pares por mês de calçados femininos e o polo emprega diretamente nas linhas de produção mais de 8 mil trabalhadores.

## Tecnologia

### Urna biométrica
Nas eleições para prefeito de 2008 foram usadas as urnas biométricas (em que o eleitor pode ser identificado por meio de suas impressões digitais), numa experiência pioneira no país, ao lado dos municípios de Fátima do Sul e Colorado do Oeste. O TSE quer excluir a possibilidade de uma pessoa votar no lugar de outra – que hoje ainda existe. A expectativa é que em 10 anos todos os estados tenham urnas biométricas.[carece de fontes?]

### Comunicações
O município possui cobertura, 2G, 3G e 4G parcial das operadoras Tim, Oi, Claro e Vivo.
Possui também 3 estações de rádio:
- Rádio Clube FM 88,5 (Antiga Rádio Clube AM 1190) passou a ser FM em 09 de março de 2020.
- Rádio Menina Linda FM 98,3
- Rádio Super FM 99,9

Possui os jornais;Jornal O Batistense, Jornal Os Dias, Jornal do Vale e Jornal Correio Catarinense.

## Esporte
A cidade de São João Batista tem como principal esporte o futebol, o time é o Batistense, time que é apelidado de Tricolor do Vale

## Lista de prefeitos
| Período                 | Prefeito                     | Partido | Vice-prefeito                                    | Partido | Votos            | Referência  |
| ----------------------- | ---------------------------- | ------- | ------------------------------------------------ | ------- | ---------------- | ----------- |
| 19/07/1958 a 31/01/1959 | Gentil Silva                 |         |                                                  |         | Prefeito nomeado | [ 7 ] [ 8 ] |
| 01/02/1959 a 31/01/1964 | Henrique Mázera Filho        |         |                                                  |         |                  | [ 7 ] [ 8 ] |
| 01/02/1964 a 31/01/1969 | Nelson Zunino                |         |                                                  |         |                  | [ 7 ] [ 8 ] |
| 01/02/1969 a 12/01/1971 | Wilde Carlos Gomes           |         | Cesar Bejamim Duarte (assassinado em 15/12/1970) |         |                  | [ 7 ] [ 8 ] |
| 13/01/1971 a 31/01/1973 | Cap. José Antônio Bento      |         |                                                  |         | Prefeito nomeado | [ 7 ] [ 8 ] |
| 01/02/1973 a 31/01/1977 | Alinor Herculando de Azevedo |         |                                                  |         |                  | [ 7 ] [ 8 ] |
| 01/02/1977 a 31/01/1983 | Wilde Carlos Gomes           |         |                                                  |         |                  | [ 7 ] [ 8 ] |
| 01/02/1983 a 31/12/1988 | Sinézio Octaviano Dadam      | PDS     | Osvaldino Atanásio dos Santos                    | PDS     | 2.071            | [ 9 ]       |
| 01/01/1989 a 31/12/1992 | Celso Narciso Cim            | PDS     | Aurino Algemiro Teixeira                         | PDS     | 2.091            | [ 9 ]       |
| 01/01/1993 a 31/12/1996 | Gilberto Gonçalves Cândido   | PFL     | Jair Sebastião Amorim                            | PMDB    | 5.375            | [ 9 ]       |
| 01/01/1997 a 31/12/2000 | Jair Sebastião Amorim        | PMDB    | Aurino Algemiro Teixeira                         | PMDB    | 4.354            | [ 9 ]       |
| 01/01/2001 a 31/12/2004 | Jair Sebastião Amorim        | PMDB    | Avelino Farias                                   | PMDB    | 5.728            | [ 9 ]       |
| 01/01/2005 a 31/12/2008 | Aderbal Manoel dos Santos    | PP      | Gilberto Gonçalves Cândido                       | PTB     | 5.689            | [ 10 ]      |
| 01/01/2009 a 31/12/2012 | Aderbal Manoel dos Santos    | PP      | Elias Germano Mafeçoli                           | PP      | 9.413            | [ 11 ]      |
| 01/01/2013 a 30/08/2016 | Daniel Netto Cândido         | PSD     | Élio Peixer                                      | PMDB    | 8.088            | [ 12 ]      |
| 31/08/2016 a 31/12/2016 | Vilmar Francisco Machado     | PP      | Valdecir José Setti                              | PP      | Eleição indireta | [ 13 ]      |
| 01/01/2017 a 31/12/2020 | Daniel Netto Cândido         | PSD     | Pedro Alfredo Ramos                              | PMDB    | 9.509            | [ 14 ]      |
| 01/01/2021 a 31/12/2024 | Pedro Alfredo Ramos          | MDB     | Almir Peixer                                     | PSL     | 7.363            | [ 15 ]      |
| 01/01/2025 a 31/12/2028 | Juliano Peixer               | UNIÃO   | Mateus Galliani                                  | PP      | 5.888            |             |